# Thargelion
Thargelion, het land achter de Gelion, een landstreek in Beleriand in het Midden-Aarde van J.R.R. Tolkien.
Thargelion lag in het oosten van Beleriand, het lag tussen de Gelion, de Ered Luin en de rivier de Ascar.
In het uiterste noorden van Thargelion lag de berg Rerir. Nier ver daarvandaan lag ook het grote meer Helevorn. In het zuiden lag de berg Dolmed en liep de Dwergenweg van de steden Belegost en Nogrod naar Doriath.
De naam Thargelion was door de Noldor aan het gebied gegeven. Daarvoor noemden de elfen van Beleriand dit gebied Talath Rhúnen, de oostelijke vallei. Eigenlijk hoorde het onder het domein van koning Thingol, maar het was relatief dunbevolkt en ver van Doriath en Menegroth. Toen de Noldor in Midden-Aarde kwamen ging hier het volk van Caranthir wonen. Omdat dit gebied aan het dwergengebied in het zuiden grensde, was Caranthir de eerste van de Noldor die kennis maakte met de Dwergen. 